# Heuchler
Heuchler — шестой студийный альбом немецкого индастриал-коллектива Megaherz, выпущенный в 2008 году.

## Об альбоме
Heuchler — первый альбом с новым вокалистом группы, Александром Вонхаасом. В 2002 году группу покинул её основатель, вокалист Алекс Вессельски, обладавший неплохими амбициями и актерскими способностями. Он основал группу Eisbrecher. Кадровые проблемы решены с присоединением к группе вокалиста Матиаса Эльсхольца, который ранее принимал участие в записи некоторых композиций (как бэк-вокал). Выпустив альбом, группа снова теряет вокалиста, тур в поддержку альбома прерывается. Матиас объясняет это тем, что у него родилась двойня. В 2007 году новым лидером группы становится Александр «Lex» Вонхаас, давний знакомый музыкантов группы.

### Музыкальный стиль
С приходом нового фронтмена сменяется и стиль музыки, её звучание. Композиции — по-прежнему в стиле индастриал-метала, но появляются черты готик-метала в некоторых композициях. Общий стиль группы также меняется на более мрачный.

## Рецензии
Несмотря на критические высказывания фанатов в адрес альбома, в Lords of Metal альбом оценили достойно, отметив «оригинальность звучания, несмотря на некое сходство с Rammstein», а также «эмоциональность вокалиста в песнях».

## Список композиций
| №   | Название                                       | Длительность |
| --- | ---------------------------------------------- | ------------ |
| 1.  | «Heuchler» (Лицемер)                           | 4:59         |
| 2.  | «Das Tier» (Зверь)                             | 4:36         |
| 3.  | «Ebenbild» (Облик (Изображение))               | 5:11         |
| 4.  | «Mann Von Welt» (Мировой Герой (Человек Мира)) | 4:24         |
| 5.  | «Fauler Zauber» (Сомнительное Колдовство)      | 4:23         |
| 6.  | «Mein Gral» (Мой Грааль)                       | 3:57         |
| 7.  | «L'Aventure» (Авантюра)                        | 5:01         |
| 8.  | «Schau In Mein Herz» (Загляни в Мое Сердце)    | 4:27         |
| 9.  | «Kaltes Grab» (Холодный гроб)                  | 6:21         |
| 10. | «Alles Nur Luge» (Всё лишь Ложь)               | 4:37         |
| 11. | «Morgenrot» (Рассвет)                          | 4:10         |